# Мурад, Лейла
Лейла Мурад (араб. ليلى مراد‎; ивр. לילה מוראד‎), при рождении Лилиана Мурад (17 февраля 1918 года, Каир, Египет — 21 ноября 1995 года, там же) — египетская эстрадная певица и актриса еврейского происхождения, одна из самых известных поющих актрис египетского кино в 1940—1950-х годах. Сестра актёра и композитора Мунира Мурада.

## Биография
Лилиана Мурад родилась в районе Аль-Дахер в Каире 17 февраля 1918 года в семье евреев Заки Мурада и Геймилы Салмон. Отец её был уважаемым певцом, музыкантом и хаззаном в синагоге.
Лилиана дебютировала под псевдонимом Лейла Мурад в возрасте девяти лет на сцене концертного зала Саалат Бадия в Каире. Концертный зал был основан в 1926 году актрисой и танцовщицей Бадией Масабни, которая в то время покровительствовала юной певице. Её дебют в кино состоялся в возрасте пятнадцати лет. В 1932 году она снялась в фильме «Аль-Дахайа» («Жертвы преступлений»), который вначале был снят как немой фильм. Её песня «В день отъезда» вошла в этот фильм после озвучивания.
Учителями Лейлы Мурад были её отец Заки Мурад и египетский композитор еврейского происхождения Дауд Хосни — автор первой оперетты на арабском языке. Композитор написал для певицы две песни, ставшие хитами: «Почему ты не можешь выбрать одного из поклонников?» и «Почему ты избегаешь меня?». Дальнейший успех пришёл к ней в 1938 году, когда другой египетский композитор Мухаммед Абд аль-Ваххаб снял её в своём фильме «Да здравствует Любовь!». За следующие шесть лет Лейла Мурад снялась в пяти фильмах режиссёра Того Мизрахи и стала самой известной актрисой Египта. В 1945 году она снялась в фильме «Лейла, дочь бедняков» режиссёра Анвара Вагди, и вскоре после картины вышла за него замуж. Лейла Мурад снялась ещё в двадцати фильмах, из которых самой известной является картина «Флирт девушек». Её партнёрами в последних фильмах были Нагиб аль-Рихани и Абд аль-Вахаб.
В 1953 году Лейла Мурад была объявлена, вслед за Умм Кульсум, официальным голосом египетской революции. Вскоре после этого певицу обвинили в материальной поддержке государства Израиль, куда эмигрировали её родители. Она опровергла все обвинения и подала в суд. Тогда же Лейла Мурад перешла в ислам, что привело к разрыву с родителями, не согласившимися с этим решением дочери. В ходе судебного разбирательства выяснилось, что певица была оклеветана. Однако по личному указанию Гамаля Абдель Насера, в то время президента Египта, ей негласно объявили бойкот. Так, в возрасте 38 лет ей пришлось завершить карьеру. Её песни были по прежнему популярны среди египтян, но не получали ротации на радио. Голос певицы снова прозвучал по радио во время Рамадана в 1970 году, когда ей было доверено ежедневное чтение Корана во время священного месяца.
Лейла Мурад скончалась в больнице в Каире 21 ноября 1995 года.

### Семья
Отношения Лейлы Мурад с семьей после её перехода в ислам так и не восстановились. Когда в 1967—1970 годах египетские евреи мужского пола были депортированы в лагеря Абу-Заабале и Тура, куда попал и её брат Исак Заки, она ни разу не навестила его.
Несмотря на возражения родителей, певица вышла замуж за Анвара Вагди, с которым затем трижды разводилась и снова регистрировала брак. После она выходила замуж ещё дважды — за Вагиха Абаза и за Фатин Абдул Вахаба, от которого родила сына Заки Фатин Абдул Вахаба. С последним мужем развелась в 1969 году и жила одна.

## Видеозаписи
- Layla Murad  (ар.)
- The best of Layla Morad  (ар.)
- أغنية الحب جميل- ليلى مراد  (ар.)